# Janyse Jaud
Pour les articles homonymes, voir Jaud.
Janyse Jaud est une actrice, doubleuse et chanteuse canadienne née en novembre 1969 au Canada.

## Filmographie
- 1981 : Sayônara, ginga tetsudô Surî-Nain: Andromeda shûchakueki : Metalmena (voix)
- 1986 : Juliette je t'aime (Mezon Ikkoku) (série télévisée) : Akemi Roppongi
- 1989 : Ranma ½ (série télévisée) : Referee, Kin Ono, Additional Voices, Home Ed. Teacher
- 1992 : Green Legend Ran (vidéo) : Ira (voix)
- 1992 : The Adventures of T-Rex (série télévisée)
- 1993 : Le Maître des bots (The Bots Master) (série télévisée) : Lady Frenzy (voix)
- 1993 : Ranma ½ (vidéo) : Hinako Ninomiya / Yuka
- 1993 : Exosquad (série télévisée) : Field Sgt. Rita Torres
- 1993 : Conan l'aventurier (Conan: The Adventurer) (série télévisée) : Jezmine
- 1994 : Garou densetsu : Panni (voix)
- 1994 : Le Roi Léo (série télévisée) (voix)
- 1994 : Troublante vérité (Voices from Within) (TV) : Club Woman
- 1995 : Onikirimaru (vidéo) : Kyoko
- 1995 : Sky Surfer Strike Force (série télévisée) : Cerina
- 1995 : Les Rock'Amis (Littlest Pet Shop) (série télévisée) (voix)
- 1995 : Street Fighter: The Animated Series (série télévisée) : Celia (Rita Ruwanda)
- 1995 : 20 000 lieues dans l'espace (Space Strikers) (série télévisée) : Dana
- 1996 : Key: The Metal Idol (vidéo) : Additional Voices (voix)
- 1996 : A Tale of Two Kitties : Aunt Lucy (voix)
- 1996 : Au-delà du réel : L'aventure continue (The Outer Limits) (série télévisée) : Woman on Suicide Helpline
- 1996 : X-Files : Aux frontières du réel (The X Files) (série télévisée) : Nurse
- 1996 : Please Save My Earth (vidéo) : Haruhiko's mom (voix)
- 1997 : Vampire Hunter: The Animated Series (vidéo) : Felicia the Catwoman (voix)
- 1997 : ReBoot (série télévisée) : Maxine
- 1997 : ReBoot: The Ride : Maxine (voix)
- 1998 : RoboCop : Alpha Commando (série télévisée) : Jennifer
- 1998 : Night Man (série télévisée) : Rhea's Voice
- 1999 : Roswell Conspiracies: Aliens, Myths & Legends (série télévisée) : Sh'lainn Blaze (voix)
- 1999 : Cybersix (série télévisée) : Elaine
- 1999 : Shadow Raiders (série télévisée) : Jewelia
- 1999 : Sabrina the Animated Series (série télévisée) : Bosley
- 2000 : CardCaptors (série télévisée) : Natasha (voix)
- 2000 : Vision d'Escaflowne (Escaflowne) (série télévisée) : Eriya (voix)
- 2000 : Monster Mash (vidéo) : Spike / Mom (voix)
- 2001 : Broken Saints : Shandala (voix)
- 2001 : Spider-Man Unlimited (série télévisée) : Lizard Woman
- 2001 : Action Man (série télévisée) : Asazi
- 2001 : Ultimate Book of Spells (série télévisée) : Cassandra "Cassy" X
- 2001 : X-Men: Evolution (série télévisée) : Taryn
- 2001 : Monster Farm: Enbanseki no himitsu (série télévisée) : Mocchi
- 2001 : Rockman.exe (série télévisée) : Manuela
- 2002 : ¡Mucha Lucha! (série télévisée) : Dragonfly
- 2003 : Gadget and the Gadgetinis (série télévisée) : Sandy O'Nasty
- 2003 : Joe (voix)
- 2004 : Andromeda (série télévisée) : Cavava
- 2004 : Touching Evil (série télévisée) : Crane
- 2004 : The Karate Dog (TV) : Mary Beth (voix)
- 2004 : Inu-Yasha (série télévisée) : Kagura
- 2004 : Barbie Cœur de princesse (Barbie as the Princess and the Pauper) (vidéo) : Palace Maid
- 2005 : Trollz (série télévisée)
- 2005 : Dragon Tales (série télévisée) : Eunice
- 2005 : Krypto le superchien (série télévisée) : Rosie
- 2005 : Baby Looney Tunes (série télévisée) : Melissa
- 2005 : Alien Racers (série télévisée) : Talanna (voix)
- 2005 : My Little Pony: A Very Minty Christmas (vidéo) : Pinkie Pie
- 2005 : Ed, Edd, 'n' Eddy (série télévisée) : Lee Kanker
- 2006 : My Little Pony: The Runaway Rainbow (vidéo) : Pinky Pie (voix)
- 2006 : My Little Pony: The Princess Promenade (vidéo) : Pinky Pie  /  Ladybug  /  Breezie #3 (voix)
- 2006 : Tom et Jerry Tales (série télévisée) : Kitty
- 2006 : Class of the Titans (série télévisée) : Medelia and Stephanie Star
- 2007 : Highlander: The Search for Vengeance (vidéo) : Kyala (voix)
- 2008 : My Little Pony Live! The World's Biggest Tea Party (vidéo) : Pinkie Pie (voix)
- 2009 : Hulk Vs (anime vidéo) : Lady Deathstrike  /  Hela (voix)